# Tooms
Tooms je jednadvacátá epizoda 1. série amerického science-fiction seriálu Akta X. Je to jakési pokračování k 3. dílu 1. série nesoucí název „Protažení“ (původně  „Škvíra“ - v anglickém originále „Squeeze“).

## Děj
Eugene Tooms, který se objevil již v jedné z epizod 1. série amerického seriálu Akta X, je propuštěn z léčebného ústavu, kde určitou dobu strávil, přičemž byl neustále sledován psychologem Aaronem Montem a připadá do péče dvou manželů, kteří mu poskytnou pokoj v jejich domě. Toomsově propuštění se velmi brání agent Fox Mulder, jelikož si uvědomuje, že pokud se Tooms dostane na svobodu, opět zaútočí, aby mohl dokončit to, co začal, tedy získat poslední lidská játra a následně se uložit k třicetileté hibernaci. Soud Mulderova opodstatnění závažnosti situace nebere vážně a proto je tedy Tooms propuštěn. Mulder se rozhodne Eugena hlídat a sleduje ho prakticky na každém kroku. Sledování se vyplatí, několika lidem tím zachrání život. Agentka Scullyová mezitím navštíví Franka Briggse, detektiva, který vyšetřoval Toomsovy vraždy v roce 1933. Dozvídá se, že tělo jedné oběti nebylo nalezeno. Scullyová a Briggs navštíví chemičku, která se v tehdejší době stavěla a je možným místem, kde by se mohlo tělo nacházet. Kostra mrtvoly se zde opravdu najde. Po identifikaci je jasné, že to byla Toomsova oběť. V té době se Tooms jednoho večera „vloupe“ (spíše se protáhne škvírou ventilace) do Mulderova bytu a zde nainscenuje rvačku s agentem například tím, že si stopu Mulderovy boty obtiskne na tvář. Fox Mulder po obvinění z ataku zajde za Skinnerem a ten mu okamžitě zakáže jakýkoliv styk s Toomsem. Zhruba den poté přijde Dr. Monte Toomse navštívit. Jeho opatrovníci mezitím odcházejí a Toomsovi už nic nebrání v tom vzít si poslední játra, která potřebuje. Zabije Monteho a utíká. Později na místo činu přijede Mulder se Scullyovou a nachází jen tělo mrtvého psychologa. Za několik okamžiků odjíždějí na Exeter Street 66, kde Tooms bydlel. Místo starého domu zde stojí moderní obchodní dům. Oba agenti vstoupí dovnitř a vydávají se na místo, kde se přibližně nacházelo Eugeneovo hnízdo. Na tomto místě je vchod pod eskalátor. Mulder tam vleze a po chvilce plazení se po zemi najde Toomsovo hnízdo. Najednou z něj velmi prudce Tooms vyleze, celý od žluče a snaží se agenta chytit. Ten jen tak tak vyleze s pomocí Scullyové ven a Eugena Toomse následným spuštěním eskalátoru zabije. Na konci epizody si Skinner přečte finální hlášení Dany Scullyové o případu Eugena Toomse a následně se zeptá Muže s cigaretou, zda v to věří. Ten odpoví: „Samozřejmě, že věřím.“ V úplném závěru pozorují Mulder a Scullyová kuklu housenky a přemýšlí o Aktech X.